# Magazzini del Sale
I Magazzini del Sale (detti anche Saloni o Emporio dei Sali, ma conosciuti altresì come Sale Docks) sono un edificio di Venezia, ubicato nel sestiere di Dorsoduro, lungo la Fondamenta delle Zattere ai Saloni, e affacciato sul Canale della Giudecca.

## Storia
Questo complesso di dimensioni ingenti fu edificato all'inizio del Quattrocento in un punto strategico della città: infatti lungo queste fondamenta c'era uno dei principali luoghi di approdo delle zattere e imbarcazioni che portavano le merci a Venezia.
Qui venne scelto di costruire il luogo dove depositare il sale, prodotto fondamentale nell'economia della città lagunare.
Il complesso, su progetto dell'architetto Alvise Pigazzi (allievo del più noto Giannantonio Selva), venne poi pregevolmente restaurato attorno al 1830.
Nel corso del Novecento, dopo la dismissione, i Magazzini del Sale hanno patito un periodo di decadenza, in seguito al quale furono recuperati e utilizzati, come avviene oggi, per esposizioni ed eventi culturali. Uno dei nove Magazzini del Sale è stato restaurato dalla Fondazione Emilio e Annabianca Vedova, su progetto di Renzo Piano; inaugurato nel 2009 da allora ospita mostre organizzate dalla Fondazione su Emilio Vedova e su altri artisti per un confronto dialettico con le opere di Vedova.  Altri magazzini ospitano la sede e le barche della Reale Società Canottieri Bucintoro.

## Descrizione
La facciata della struttura è di un solo piano e sviluppata in lunghezza, con nove grandi portali sovrastati da altrettante finestre a mezzaluna; sopra le aperture centrali campeggia la scritta Emporio dei Sali.
Internamente si allungano nove spazi nei quali veniva immagazzinato il sale, dove ora vengono organizzate le citate esposizioni.